# Eagle (Formule 1)
Pour les articles homonymes, voir Eagle.
Eagle était le nom d'une officine américaine de construction de voitures de compétition automobile fondée par le pilote Dan Gurney. Les Eagle ont été exclusivement utilisées par l'écurie AAR (pour All American Racers ou Anglo American Racers selon le côté de l'Atlantique où elle exerçait) créée par Dan Gurney. Les Eagle ont ainsi disputé  le championnat du monde de Formule 1, les championnats américain de monoplaces USAC et CART ainsi que le championnat d'endurance IMSA GT. Étant donné que Dan Gurney a à la fois fondé Eagle et AAR, il est d'usage de confondre les deux entités. Toutefois, il ne faut pas oublier qu'en 1968, AAR a engagé à trois reprises une McLaren M7A-client pour pallier le manque de performance de son Eagle vieillissante.
En Formule 1, les Eagle se sont qualifiées pour 25 Grands Prix du championnat du monde de Formule 1, ont inscrit un total de 17 points, remporté 1 victoire (Grand Prix de Belgique 1967) et signé 2 meilleurs tours en course. Hors-championnat, elle a remporté une victoire lors de la Race of Champions de Brands-Hatch. En USAC puis en CART, les Eagle ont remporté trois victoires aux 500 miles d'Indianapolis (Bobby Unser en 1968 et 1975, Gordon Johncock en 1973) et 51 victoires avant de se retirer des courses de monoplaces en 1986. En partenariat avec Toyota, Eagle a également remporté les 24 heures de Daytona 1993.

## Gurney avant AAR

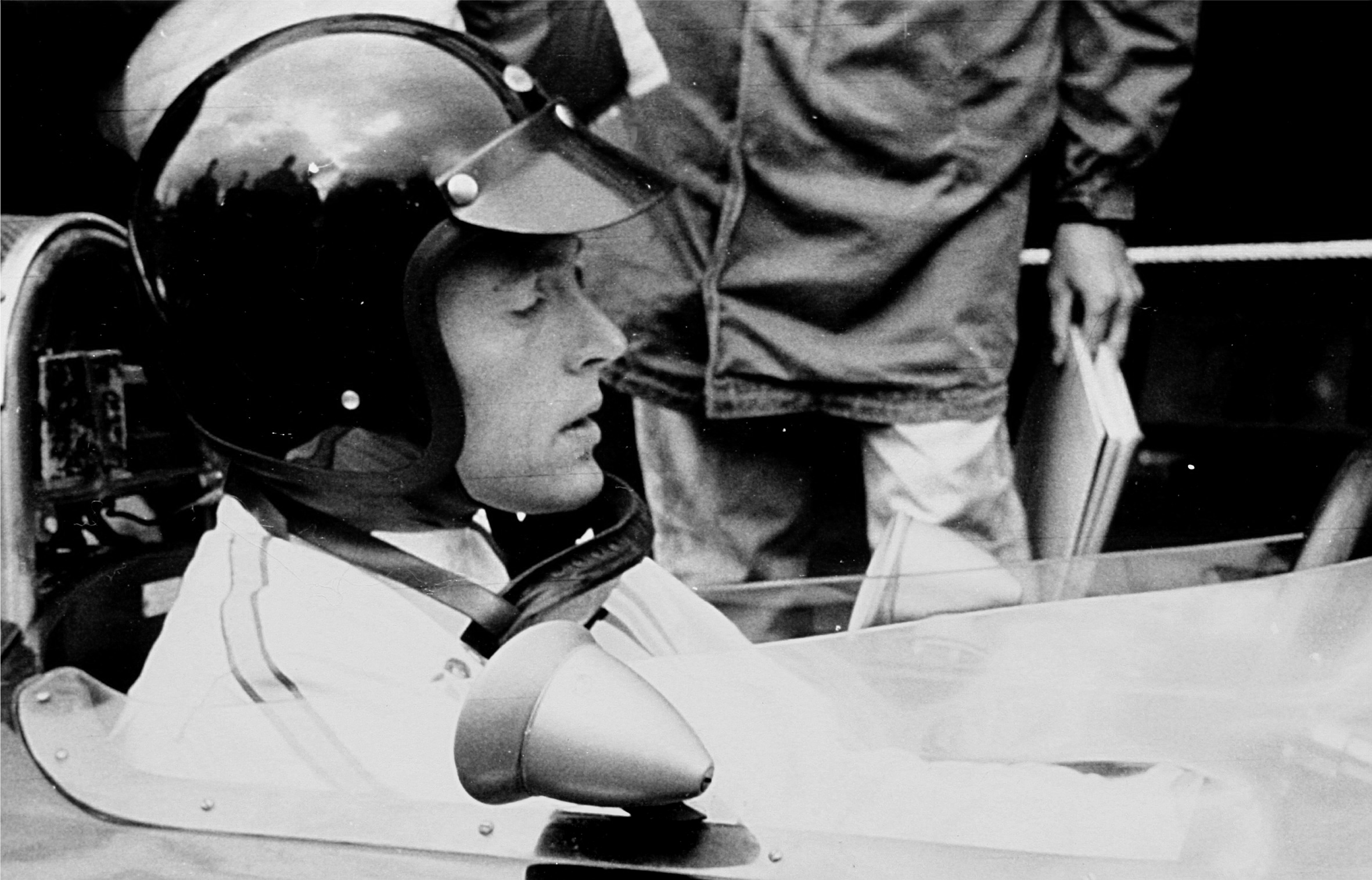
Dan Gurney, fondateur d'AAR-Eagle.

Dan Gurney débute en Formule 1 en 1959 chez Ferrari, il monte sur le podium à deux reprises en quatre courses mais décide de quitter la Scuderia pour rejoindre l'équipe anglaise BRM. En 1960, au volant de la BRM P48, il ne reçoit le drapeau à damiers qu'une seule fois en sept départs, ses six abandons sont tous dus à une défaillance mécanique de sa monoplace. Pour oublier cette saison frustrante, Gurney se tourne vers Porsche et, au volant des 787 et 718, il inscrit la plupart des points de son équipe (21 points sur 23) et termine à la troisième place du championnat. La saison suivante, au volant de la Porsche 804, il décroche sa première victoire en Formule 1. C'est alors que Porsche décide de se retirer du championnat, laissant Gurney libre de rejoindre la jeune écurie Brabham. En 1963, au volant de la BT7, il multiplie les prouesses et, avec 19 points, termine le championnat à la cinquième place. En 1964, il signe deux pole positions avant de remporter à nouveau le Grand Prix de France puis de remporter le dernier Grand Prix de la saison au Mexique tandis qu'en 1965 il réalise une fin de saison impressionnante en montant cinq fois consécutivement sur le podium. Avec 25 points, Gurney termine quatrième du championnat du monde. Puis, fin 1965, alors que Brabham se rapproche lentement mais surement des sommets, Dan Gurney décide pourtant d'abandonner l'écurie anglo-australienne pour fonder sa propre structure, suivant ainsi la voie tracée avant lui par Jack Brabham et Bruce McLaren. Cette nouvelle écurie, dénommée « AAR » (pour « All American Racers » ou « Anglo-American Racers » selon le côté de l'Atlantique où elle exerce), fera courir une monoplace baptisée « Eagle ».

## 1966-1968: AAR et Eagle des deux côtés de l'Atlantique
En 1966, la Eagle T1F motorisée par un moteur quatre cylindres Climax fait ses débuts en Formule 1 au Grand Prix de Belgique aux mains du patron-pilote Dan Gurney. Il termine la course mais n'est pas classé pour cause de distance parcourue insuffisante. Mais dès le Grand Prix suivant, en France, Gurney inscrit les premiers points de son écurie en terminant cinquième. Seul Jack Brabham avant lui avait réussi à marquer des points avec sa propre voiture. À partir du Grand Prix d'Italie, Gurney engage un second type de monoplace, la T1G, mûe elle par un V12 Weslake. Aux États-Unis, il aligne deux monoplaces en course : la T1G pour lui et la T1F pour son compatriote Bob Bondurant. Gurney termine cinquième au Mexique, ce qui permet finalement à la nouvelle écurie de marquer quatre points et de se classer septième du championnat du monde de Formule 1. Pendant ce temps, l'Eagle dispute aussi le championnat USAC et Roger Mc Cluskey la conduit à la victoire sur l'ovale de Langhorne.
En 1967, Dan Gurney pilote la T1G Weslake enfin fiabilisée et laisse la T1F aux mains de pilotes tels que Bruce McLaren, Ludovico Scarfiotti, Richie Ginther ou encore Bob Bondurant, A. J. Foyt et Victor « Al » Pease. Gurney décroche la première victoire de son écurie lors de la Race of Champions, une course hors-championnat disputée à Brands Hatch. En championnat du monde de Formule 1 par contre, les résultats sont plus mitigés puisque les deux monoplaces ne reçoivent le drapeau à damiers qu'à seulement trois reprises. Toutefois, Gurney décroche la première victoire en championnat de AAR-Eagle en Belgique après s'être qualifié en seconde position et termine sur le podium lors du Grand Prix du Canada. Avec treize points, AAR-Eagle se classe septième du championnat du monde. Aux États-Unis, dans le championnat USAC, Bobby Unser décroche une nouvelle victoire à Mosport. 

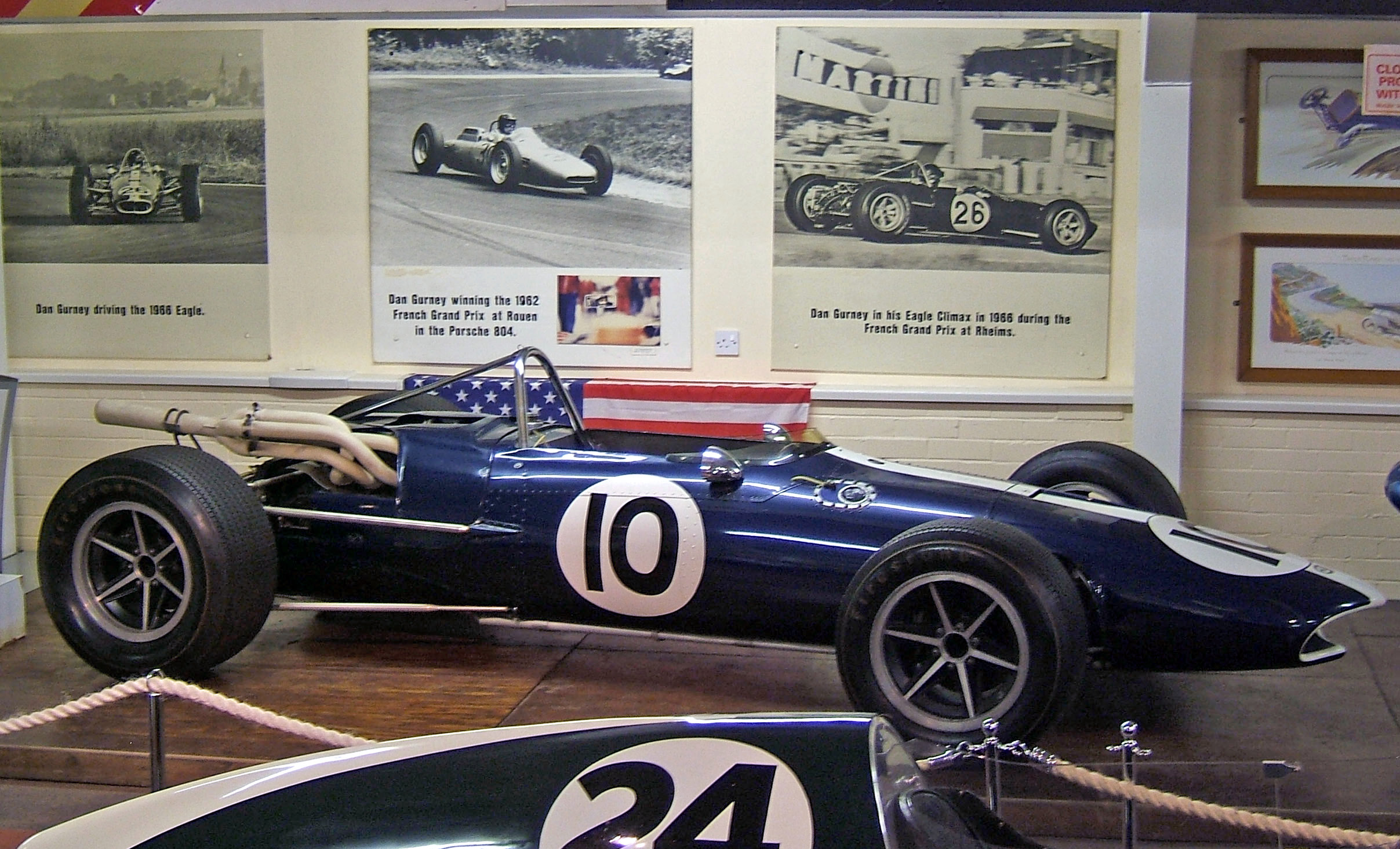
Eagle T1F du championnat USAC.

En 1968, AAR, en proie à d'insolubles problèmes budgétaires se désengage peu à peu de la Formule 1. Dan Gurney dispute les deux premiers Grands Prix de l'année avec la T1G (deux abandons), puis court aux Pays-Bas sur une Brabham-Repco BT24 (abandon là encore). L'Eagle est engagée lors des quatre Grands Prix suivants, toujours sans aucune réussite. Déçu par les résultats catastrophiques de sa monoplace vieillissante, Gurney termine la saison sur une McLaren M7A-client, une autre monoplace créée par un pilote, Bruce McLaren. La M7A permet enfin à Gurney de décrocher ses seuls points de la saison lors de son Grand Prix national (4e), tandis que la Eagle, confiée au Canadien « Al » Pease ne se qualifie plus (en 1969 Pease pilotera en Formule 1 une Eagle pour la dernière fois au Canada où il sera disqualifié pour vitesse insuffisante et dangereuse). 
Gurney fait alors le choix d'abandonner la Formule 1 et de recentrer les activités d'AAR sur le sol américain. Ce faisant, l'écurie AAR-Eagle ne disperse plus ses moyens financiers et retrouve sa compétitivité: ainsi Gurney, sur Eagle-Offenhauser termine second des 500 miles d'Indianapolis derrière son pilote Bobby Unser et remporte trois victoires en championnat USAC tandis qu'Unser remporte quatre courses et remporte le championnat.

## 1969: le repli vers les États-Unis

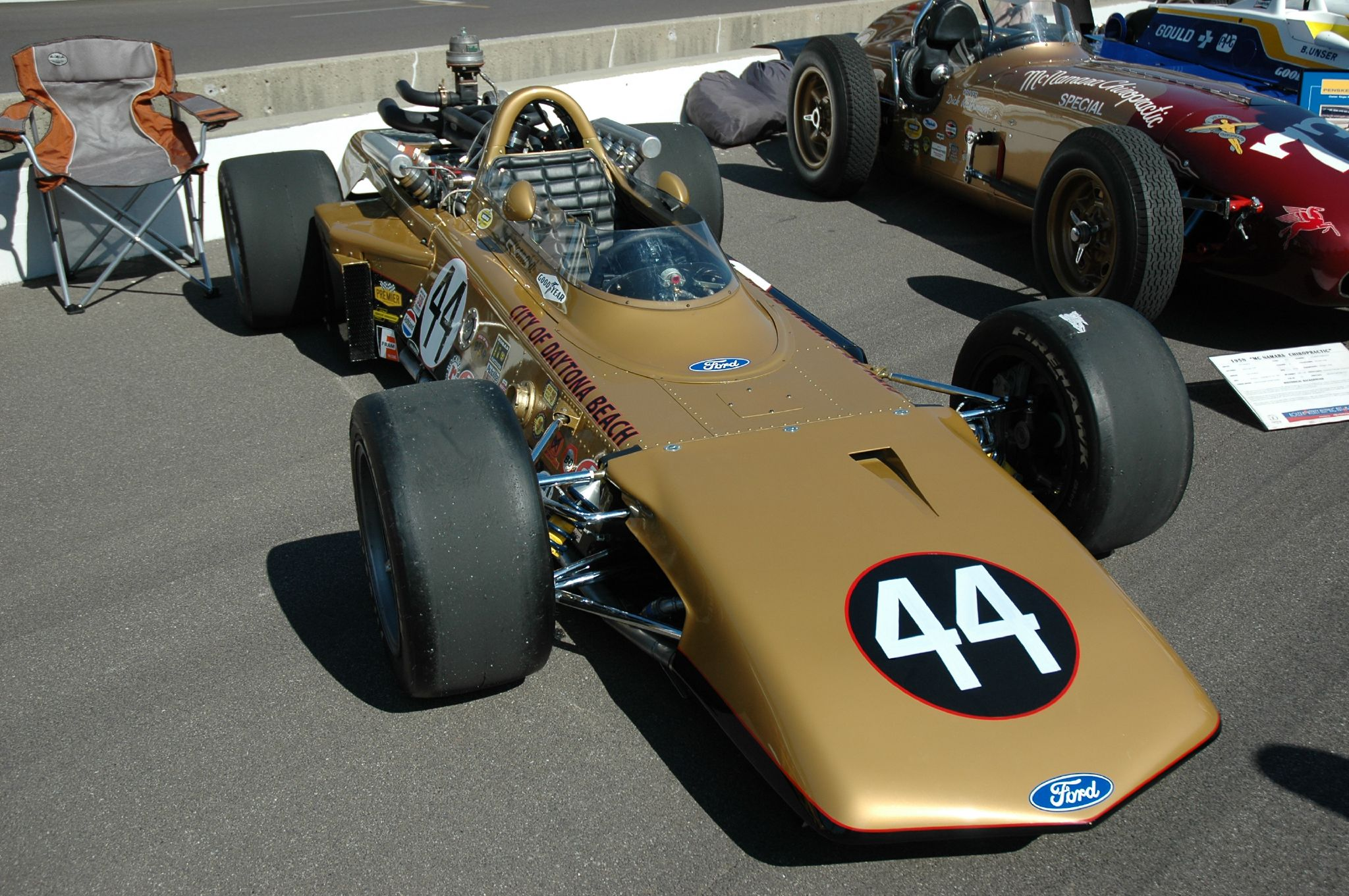
Joe Leonard se classe sixième des 500 miles d'Indianapolis en 1969 sur cette Eagle-Ford

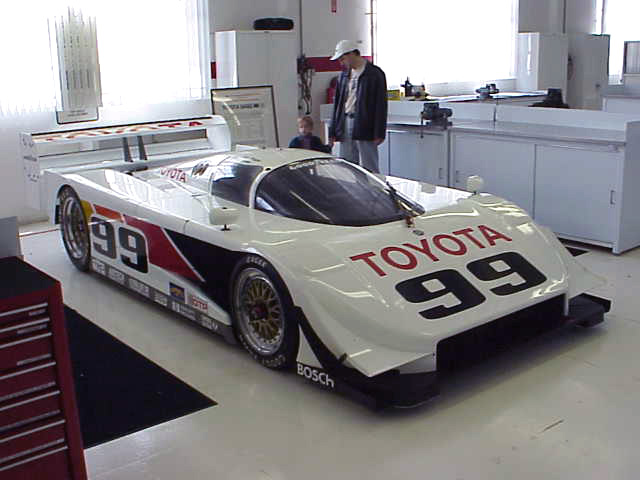
Eagle Mk3-Toyota IMSA

En 1969, Gurney court en CanAm dans l'écurie de Bruce McLaren (3e à Michigan). Il dispute également les 500 miles d'Indianapolis où il est à nouveau second puis il remporte deux courses en championnat USAC où la lutte est plus rude mais permet aux Eagle de remporter quatre courses. 
Dans les années 1970, alors qu'il met un terme à sa carrière de pilote après avoir remporté sa dernière victoire à Sears Point, Gurney, à la tête d'AAR, continue de décrocher de bons résultats en championnat USAC : Bobby Unser remporte deux courses en 1971 puis trois épreuves en 1972. En 1973, les Eagle-Offenhauser remportent huit épreuves dont les 500 miles d'Indianapolis (victoire de Gordon Johncock). En 1974, les Eagle remportent encore huit épreuves, ce qui permet à Unser (quatre victoires) de décrocher à nouveau le titre. En 1975 et en 1976, AAR décroche trois succès par saison (dont les 500 miles d'Indianapolis 1975 par Bobby Unser). Puis c'est le début du déclin de l'écurie, les Eagle ne remportent plus aucune course en USAC jusqu'à l'issue du championnat 1979.
Fin 1978, Gurney est l'un des meneurs de la fronde qui aboutit à la disparition de l'USAC et à la création du championnat CART. Mais face aux Penske, les Eagle font pâle figure et l'écurie de Dan Gurney ne remporte qu'une seule victoire, en 1981 à Milwaukee. Fin 1986, faute de résultats, Gurney retire son équipe du CART et se consacre alors au championnat d'endurance (IMSA), où il décroche d'excellents résultats en partenariat avec Toyota (notamment la victoire aux 24 Heures de Daytona 1993). C'est d'ailleurs avec l'aide de Toyota que AAR et Eagle effectuent leur retour en CART à la fin des années 1990. Mais ce retour se solde par un cuisant échec et aboutit à la disparition d'AAR.

## Résultats en championnat du monde de Formule 1
| Saison | Écurie                | Châssis               | Moteur                        | Pneus    | Pilotes                                                     | Grands Prix disputés | Points inscrits | Classement |
| ------ | --------------------- | --------------------- | ----------------------------- | -------- | ----------------------------------------------------------- | -------------------- | --------------- | ---------- |
| 1966   | Anglo American Racers | Eagle T1F Eagle T1G   | Climax 4 en ligne Weslake V12 | Goodyear | Dan Gurney Phil Hill Bob Bondurant                          | 8                    | 4               | 7e         |
| 1967   | Anglo American Racers | Eagle T1F Eagle T1G   | Climax 4 en ligne Weslake V12 | Goodyear | Dan Gurney Richie Ginther Bruce McLaren Ludovico Scarfiotti | 11                   | 13              | 7e         |
| 1968   | Anglo American Racers | Eagle T1G McLaren M7A | Weslake V12 Ford-Cosworth V8  | Goodyear | Dan Gurney                                                  | 5                    | 0               | Non classé |

| Saison | Écurie                       | Châssis   | Moteur  | Pneus    | Pilotes        | Grands Prix disputés |
| ------ | ---------------------------- | --------- | ------- | -------- | -------------- | -------------------- |
| 1967   | Advance Muffler/Bruce Bromme | Eagle T1G | Weslake | Goodyear | Richie Ginther | 1                    |
| 1967   | Castrol Oils Ltd             | Eagle T1F | Climax  | Goodyear | Al Pease       | 1                    |
| 1968   | Castrol Oils Ltd             | Eagle T1F | Climax  | Goodyear | Al Pease       | 0                    |
| 1969   | John Maryon                  | Eagle T1F | Climax  | Goodyear | Al Pease       | 1                    |

## Palmarès des pilotes d'Eagle
| Pilote              | Grand Prix disputés | Victoires | Podiums | Points inscrits | Pole positions | Meilleur tour en course |
| ------------------- | ------------------- | --------- | ------- | --------------- | -------------- | ----------------------- |
| Dan Gurney          | 24                  | 1         | 2       | 17              | 0              | 2                       |
| Bob Bondurant       | 2                   | 0         | 0       | 0               | 0              | 0                       |
| Phil Hill           | 0                   | 0         | 0       | 0               | 0              | 0                       |
| Richie Ginther      | 0                   | 0         | 0       | 0               | 0              | 0                       |
| Bruce McLaren       | 3                   | 0         | 0       | 0               | 0              | 0                       |
| Ludovico Scarfiotti | 1                   | 0         | 0       | 0               | 0              | 0                       |